# St Osyth

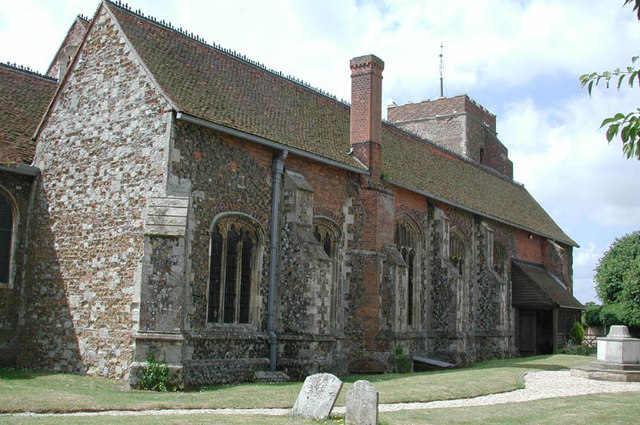
L'Église paroissiale.

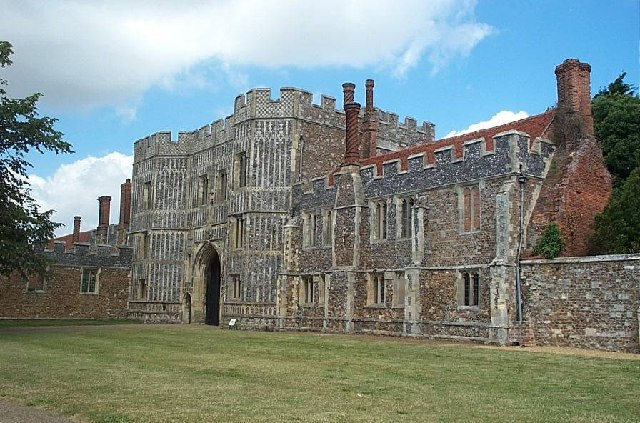
Le Prieuré St Osyth

St Osyth est un village et une paroisse civile de l'Essex, en Angleterre. Il est situé à huit kilomètres à l'ouest de la ville de Clacton-on-Sea. Administrativement, il relève du district de Tendring. Au moment du recensement de 2011, il comptait 4 277 habitants.
Le nom du village commémore Osgyth, une sainte anglo-saxonne. Une abbaye y est fondée au début du XIIe siècle et reste active jusqu'à la Dissolution des monastères.